# Owen Kline
Owen Kline (New York, 14 octobre 1991) est un acteur américain. Il est le fils de l'acteur Kevin Kline et de l'actrice Phoebe Cates.

## Filmographie

### Acteur

#### Cinéma
- 2001 : The Anniversary Party  de Jennifer Jason Leigh et Alan Cumming : Jack Gold
- 2005 : Les Berkman se séparent (The Squid and the Whale) de Noah Baumbach : Frank Berkman
- 2010 : John's Gone de Josh et Benny Safdie (court métrage)
- 2018 : Jobe'z World (en) de Michael M. Bilandic (en)
- 2024 : A Different Man d'Aaron Schimberg :  Nick

#### Télévision
- 2025 : The Studio : lui-même

### Réalisateur
- 2022 : Funny Pages (également scénariste)